# Gol Tappeh (ort i Kurdistan)
Gol Tappeh (persiska: گُل تَپِّۀ سُفلَى, گل تپه, Gol Tappeh-ye Soflá) är en ort i Iran.   Den ligger i provinsen Kurdistan, i den nordvästra delen av landet, 400 km väster om huvudstaden Teheran. Gol Tappeh ligger 1 797 meter över havet och antalet invånare är 557.
Terrängen runt Gol Tappeh är kuperad åt nordväst, men åt sydost är den platt. Gol Tappeh ligger nere i en dal. Runt Gol Tappeh är det ganska glesbefolkat, med 28 invånare per kvadratkilometer. Närmaste större samhälle är Shālī Shal, 17,3 km norr om Gol Tappeh. Trakten runt Gol Tappeh består i huvudsak av gräsmarker.